# Der Kleine und das Biest
Der Kleine und das Biest ist ein computeranimierter Kurzfilm aus dem Jahr 2009. Regie führten Johannes Weiland und Uwe Heidschötter. In Deutschland feierte der Film am 30. April 2010 bei den Internationalen Kurzfilmtagen in Oberhausen Premiere.

## Handlung
Nachdem die Eltern eines kleinen Jungen sich getrennt haben, hat sich die Mutter in ein Biest verwandelt, das kaum noch Anteil am Alltagsgeschehen nimmt. Im Supermarkt muss der Sohn die Einkäufe in den Einkaufswagen und später an der Kasse auf das Laufband legen, zu Hause trauert sie über Fotoalben und steht beim Spielen mit dem Kind nur teilnahmslos herum. Mit der Zeit, und mittels Telefonaten und Gesprächen mit einer Freundin, verwandelt sich das Biest langsam wieder zurück zur Mutter, die wieder Freude am Leben findet.

## Hintergrund
Der Kleine und das Biest wurde von Studio Soi für das ZDF produziert, die Erstausstrahlung war im November 2009 auf KiKA.
2012 schrieb der Drehbuchautor Marcus Sauermann ein auf dem Film basierendes gleichnamiges Kinderbuch, das von Uwe Heidschötter, für den Der Kleine und das Biest sein Debüt als Regisseur war, illustriert wurde.

## Kritiken
„Wir haben dem Film ‚Der Kleine und das Biest‘ den zweiten Platz, die lobende Erwähnung, zugeteilt, weil bei diesem Film die Figuren witzig aussahen und der ganze Film sehr lustig war. Die Farben haben uns sehr gut gefallen. Er ist außerdem auch sehr interessant und die Animation fanden wir alle sehr schön. Auch die Musik war besonders toll.“

## Auszeichnungen
Der Kleine und das Biest gewann den Kristall des Festival d’Animation Annecy, den Prix Jeunesse, den Cartoon d’Or 2011 sowie den von der Fernsehzeitschrift TV Spielfilm verliehenen Kinderspielfilmpreis Emil.